# Complemento de régimen
Il complemento de régimen o complemento di regime è un complemento esistente nell'analisi logica della lingua spagnola, ma non in italiano.
Mentre i complementi circostanziali (modo, causa, tempo, quantità, etc.), così come anche i complementi oggetto, di specificazione, d'agente e gli attributi, sono più precisamente degli “aggiunti”, nel senso che aggiungono un'informazione ma essa è un “di più” non necessario, il c. di regime è invece un autentico “complemento” e dunque è obbligatorio. Il c. di regime è necessariamente preposizionale, va cioè preceduto da preposizione, e va considerato un complemento del verbo (non del soggetto). Tutte le preposizioni si prestano a reggere il c. di regime, tuttavia ogni verbo (o meglio, ogni significato del verbo) ne preferisce solamente una, per cui solo la pratica nell’uso della lingua permette di individuare di volta in volta la preposizione che sarà corretto utilizzare. In alcuni casi il verbo ci facilita suggerendo che la preposizione da utilizzare è la stessa contenuta nella sua radice (es. contar con), ma nella maggior parte dei casi non vi sono regole per dedurla.

## Come si riconosce
Come ogni complemento, anche questo risponde a delle domande molto specifiche: «¿De qué?», «¿A qué?», «¿Con qué?», «¿En qué?», ecc. In queste domande vi sono sempre sia la preposizione e sia il pronome relativo interrogativo «¿Qué?».
Se invece il complemento risponde:
- ad avverbi interrogativi (¿Dónde?);
- pronomi o aggettivi interrogativi senza preposizione (¿Quién?, ¿Qué?, ¿Cuál?);
- a questi ultimi con preposizione, escluso però «¿Qué?» (¿A quién?, ¿En cuál?, etc.);

allora non potrà trattarsi di complemento di regime.
Inoltre, si riconoscono anche perché, quando il sintagma retto dalla preposizione è un sostantivo, esso potrà essere rimpiazzato con un pronome tonico (Es. Cuento con Luisa = Cuento con ella).
Infine, si riconoscono perché, quando il sintagma è un'intera frase (una subordinata evidentemente), sarà sempre la preposizione a reggere la subordinata, sia cioè nella forma implicita che nella forma esplicita. E quindi non cede il posto, nelle forme esplicite, alla congiunzione, ma semmai vuole essere affiancata da essa. Per esempio, in italiano diremmo «conto di andare» (preposizione «di» per la forma implicita) e «conto che tu vada» («che» congiunzione per la forma esplicita). In spagnolo si dice «cuento con irme» (forma implicita) e «cuento con que te vayas» (forma esplicita).

## Grammatiche comparate per comprendere meglio il complemento di regime
L'unica vaga somiglianza tra il complemento di regime e i complementi italiani è quella con i complementi figurati. Prendiamo il verbo “contare”. Una cosa è “contare”, altra è “contare su”. Nella frase «Conto su qualcuno», «qualcuno» non è un luogo vero e proprio, è un luogo per convenzione, solo perché la preposizione che dà al verbo un significato nuovo, «su», è una preposizione che si usa normalmente per i complementi di luogo, e allora ecco che «su qualcuno», nella nostra analisi logica è c. di luogo figurato. In spagnolo, dove questo esempio può essere tradotto alla lettera (cuento con él), venendo a cambiare solo la preposizione, è evidente che la Real Academia abbia preferito evitare “incastri” imbarazzanti (del tipo con el = c. di compagnia figurato) ed abbia creato una categoria apposita per casi come questo: i complementi di regime.
Prendiamo un altro esempio: dipende da me/dipende da ciò. «Da me» e «Da ciò» sarebbero rispettivamente complementi d'agente e di causa efficiente figurati (figurati perché «dipende» non è un passivo, è solo un impersonale). In spagnolo diventa «depende de mí/depende de ésto», dove «de mí» e «de ésto» sono considerati, per l’appunto, complementi di regime.
Allora potremmo dire che il complemento di regime è semplicemente «il sintagma [ndr. un sostantivo, un pronome, una subordinata, etc.] necessario a non lasciare in sospeso quella preposizione particolare insieme alla quale il verbo prende un significato figurato». La preposizione modifica il senso del verbo, come nei phrasal verb inglesi, ma a differenza dei phrasal verb, dove la preposizione è parte integrante del predicato, la preposizione spagnola (come quella italiana) "inaugura" una reggenza, o regime, cioè deve reggere qualcosa, e dunque la parola che completerà questa reggenza prenderà il nome di «complemento di regime» in spagnolo, mentre sarà un qualsiasi «complemento figurato» in italiano. Dunque, la differenza con la classificazione operata dalla tradizione accademica italiana è solo di stile.

## Complemento diretto o complemento indiretto?
Per convenzione, se il c. di regime completa la frase in modo soddisfacente, andrà considerato diretto (es. cuento con él). Se dopo il c. di regime la frase resta comunque «coja», cioè zoppa (es. el camarero limpia de colillas... = il cameriere pulisce dai mozziconi..), allora va aggiunto anche un c. diretto (... el suelo = il pavimento), mentre il c. di regime andrà considerato indiretto.